# Gorsy Edú
Gorsy Edú es un actor, músico, escritor, coreógrafo y compositor nacido en Ebebiyín, Guinea Ecuatorial.

## Biografía

### Primeros años
Edú nació en Ebebiyín. Desde su infancia empezó a aprender la ejecución de instrumentos de percusión de Guinea Ecuatorial como el mbeinñ o el mëndjang. A mediados de la década de 1990 se radicó en España, país en el que recibió una beca de formación artística y donde se unió a la compañía teatral L'Om Imprebis. Paralelo a su labor en el mundo del teatro, Edú empezó a registrar apariciones en producciones de cine y televisión del país ibérico como Aquí no hay quien viva (2005), Querida Bamako (2007), La causa de Kripán (2009), Alakrana (2010) y La que se avecina (2011).

### El percusionistay actualidad
En 2009 ganó el premio a Mejor Obra del Año otorgado por la Asociación de Prensa de Guinea Ecuatorial por su obra teatral unipersonal El percusionista, en la cual utiliza diversas dinámicas y técnicas de la etnia Fang de su país natal. Ha presentado dicho proyecto en países de África, América y Europa en diversas giras. En 2010 inició una gira por Latinoamérica denominada Soñando y creando puentes, y desde entonces ha visitado con frecuencia países como Colombia y Argentina, presentando El percusionista y dictando talleres sobre percusión y danza de Guinea Ecuatorial.
En 2011 participó como coreógrafo y coordinador artístico en la Copa Africana de Naciones, y un año después coordinó la apertura de la International Malabo Fashion Week. También en 2012 visitó Argentina para desempeñarse como docente y productor de la Jornada de Arte Escénico Africano, celebrada en la ciudad de Buenos Aires.
Después de participar en diversas obras en su país natal y en España, en 2019 participó en la filmación del documental Manoliño Nguema del director Antonio Grunfeld, acerca de la vida y obra del artista ecuatoguineano Marcelo Ndong. Luego del confinamiento por la pandemia de COVID-19, Edú retomó sus giras internacionales en 2021 presentando la obra El percusionista en diferentes países de América y Europa.

## Filmografía destacada

### Cine y televisión
- 2021 - Dos vidas
- 2019 - Manoliño Nguema
- 2011 - La que se avecina
- 2010 - Alakrana
- 2009 - La causa de Kripán
- 2007 - Querida Bamako
- 2005 - Aquí no hay quien viva